# Allison Model 250
L'Allison Model 250 (T63 nella variante militare), ora noto come Rolls-Royce M250, è una famiglia di motori aeronautici turboalbero, inizialmente sviluppati dalla statunitense Allison Engine Company nei primi anni sessanta. Il Model 250 è stato in seguito prodotto dalla britannica Rolls-Royce dopo aver acquisito la Allison nel 1995.

## Storia
Le prime versioni del motore vennero prodotte dalla Allison nell'ambito di un contratto assegnatole dalla US Army nel giugno del 1958 per lo sviluppo di un motore a turbina per piccoli elicotteri.
Il successo di questa unità, confermato dalle numerose commesse militari ottenute, aprì la strada (dal 1967) alla versione civile denominata Allison 250, con il numero ad identificare la potenza (in cavalli vapore all'albero) di quella prima serie di motori.

### Sviluppo e tecnica
Il primo prototipo, l'YT63, fu provato al banco nell'aprile 1959 e venne certificato dalla FAA il 19 dicembre 1962.
Era costruito con una filosofia "modulare" secondo la quale le sezioni principali del motore (compressore, camera di combustione, turbina e scatola ingranaggi accessori) potevano essere sostituite in maniera indipendente le une dalle altre riducendo i tempi di manutenzione.
Le configurazioni originarie erano basate su un compressore assiale (da quattro a sei stadi) collegato da un albero motore a due stadi di turbina di bassa pressione ed era seguito da uno stadio di compressore centrifugo collegato da un secondo albero concentrico al primo a due stadi di turbina assiale ad alta pressione. L'aria in uscita dal compressore veniva convogliata verso la camera di combustione situata nella parte posteriore del motore. I gas di scarico, dopo essersi espansi nelle turbine situate nella zona centrale del motore, venivano espulsi verso l'alto.
Le versioni più recenti e di maggior potenza (Series IV) sono dotate di un controllo digitale FADEC e di un singolo stadio di compressore centrifugo in luogo del compressore misto assiale/centrifugo.

## Versioni
250-C18
250-C18A
250-C20
250-C20B
250-C20F
250-C20J
250-C20R
250-C20R/1
250-C20R/2
250-C20R/4
250-C20S
250-C20W
250-C22B
250-C28
250-C28B
250-C28C
250-C30
250-C30G
250-C30G/2
250-C30M
250-C30P
250-C30R
250-C30R/3
250-C30R/3M
250-C30S
250-C30U
250-C34
250-C40B
250-C47B
250-C47M
250-B15
250-B15A
250-B15C
250-B17
250-B17B
250-B17C
250-B17D
250-B17F
250-B17F/1
250-B17F/2
T63A-5
T63A-5A
T63A-700
T63A-720
T703AD-700

## Aeromobili utilizzatori
- Aermacchi SF-260TP
- SIAI-Marchetti SM-1019
- Agusta A109A
- Beechcraft Bonanza
- Bell 206A/B/L/LT
- Bell 407
- Bell 230
- Bell 430
- Bell OH-58 Kiowa
- Cicaré CH-14
- Enstrom 480
- Eurocopter AS355F
- Extra EA-500
- Hughes OH-6 Cayuse

- Kamov Ka-226
- MBB Bo 105
- MD Helicopters MD 500
- MD Helicopters MD 600
- MD 500 Defender
- MH-6 Little Bird
- Northrop Grumman MQ-8 Fire Scout
- PZL Kania
- PZL SW-4 Puszczyk
- Schweizer 330, 330SP
- Schweizer 333
- Sikorsky S-76
- Soloy Cessna 206

## Altre Applicazioni
- MTT Turbine Superbike